# The Character of Physical Law
The Character of Physical Law (în română Caracterul de lege fizică) este o serie de prelegeri ținute de Richard Feynman în 1964 la Universitatea Cornell, în cadrul ciclului Messenger Lectures. Textul lor a fost publicat în 1965 de BBC într-un volum care a fost reeditat în câteva rânduri. Subiectele celor șapte prelegeri, de câte o oră fiecare, sunt totodată și titlurile capitolelor din carte:
1. Legea gravitației – un exemplu de lege fizică 
2. Relația dintre matematică și fizică 
3. Marile principii de conservare 
4. Simetria în legea fizică 
5. Distincția dintre trecut și viitor 
6. Probabilitate și incertitudine – viziunea mecanicii cuantice despre Natură 
7. Căutând noi legi 